# Aquitània (pel·lícula)
Aquitània és una pel·lícula espanyola de 2005, dirigida per Rafa Montesinos i protagonitzada per Joan Crosas, Jorge De Juan, Aida Folch, Ángela Castella i Fran Nortes. Es va filmar a la ciutat de València, a la Comunitat Valenciana. Ha estat doblada al valencià.
Montesinos, que durant més de quinze anys va treballar després de les càmeres, va estrenar amb aquest el seu primer llargmetratge com a director. Es tracta d'una pel·lícula a mig camí entre el thriller i el drama. El diari espanyol 20 minutos va assenyalar en la seva crítica a la pel·lícula «l'expressivitat gestual» d'Aida Folch i «la credibilitat que de Juan aconsegueix aportar al seu personatge» com els seus principals reclams.

## Argument
El comportament de Beatriz és estrany. Enigmàtica i reservada, tots la coneixen per ser filla de Manuel, l'amo de nombroses empreses vitícoles del poble. Esteban, el metge, s'enamora de la jove, però ella prefereix casar-se amb el seu fill, Simón, un noi que acaba d'arribar de França. Amb aquest matrimoni es deslliguen tensions i passions i les relacions entre la parella es compliquen. Quan poc després Simón mor en estranyes circumstàncies, tots els dits apunten a Beatriz, una adolescent que sembla tenir molt a ocultar.

## Repartiment
- Joan Crosas
- Jorge De Juan
- Aida Folch
- Ángela Castella
- Fran Nortes